# Jeremy Blacker
Sir Anthony Stephen Jeremy Blacker, KCB, CBE (* 6. Mai 1939 in Singapur; † 17. März 2005) war ein britischer Offizier der British Army, der zuletzt als General von 1991 bis 1995 Generalquartiermeister des Heeres (Quartermaster-General to the Forces) sowie zwischen 1966 und 1971 Master-General of the Ordnance war.

## Leben

### Ausbildung und Verwendungen als Offizier
Anthony Stephen Jeremy Blacker, Sohn von Kenneth A. Blacker, begann nach dem Besuch der 1550 gegründeten Sherborne School eine Offiziersausbildung am Royal Military Academy Sandhurst (RMAS). Nach deren Abschluss wurde er am 25. Juli 1959 als Leutnant (Second Lieutenant) in das Royal Tank Regiment übernommen. Er absolvierte zudem ein Maschinenbaustudium am Corpus Christi College der University of Cambridge, das er 1964 mit einem Bachelor of Arts (B.A.) beendete. In der Folgezeit war er als Offizier des mit Kampfpanzern vom Typ Cruiser Tank A34 Comet sowie später Centurion ausgestatteten 1. Bataillons des Royal Tank Regiment in Hongkong, in Deutschland, der Kolonie Aden sowie in Bahrain eingesetzt. Nach seiner Rückkehr wurde er 1968 Ausbilder an der Panzertruppenfernmeldeschule (Royal Armoured Corps Signal School) in Bovington und absolvierte im Anschluss zunächst den Lehrgang für Technische Offiziere am Royal Military College of Science in Shrivenham sowie danach den Lehrgang für Stabsoffiziere am Staff College Camberley.
Danach war Blacker Offizier in der Abteilung für militärische Operationen des Verteidigungsministeriums und kehrte 1974 wieder zum Royal Tank Regiment zurück, wo er während des Nordirlandkonflikts Kommandeur einer Panzerschwadron in Omagh war. 1976 kam er als Angehöriger der Friedenstruppe der Vereinten Nationen in Zypern UNFICYP (United Nations Peacekeeping Force in Cyprus) zum Einsatz. Nach seiner Rückkehr wurde er 1976 zum Oberstleutnant (Lieutenant-Colonel) befördert und Militärischer Assistent des Vize-Chefs des Generalstabes, Generalleutnant William Scotter beziehungsweise ab Anfang 1978 von dessen Nachfolger, Generalleutnant John Wilfred Stanier. 1979 wurde er wieder nach Deutschland versetzt, wo er Kommandeur (Commanding Officer) des mit Spähpanzern vom Typ FV101 Scorpion und FV107 Scimitar ausgerüsteten 1. Bataillons des Royal Tank Regiment wurde. Nach seiner Beförderung zum Oberst (Colonel) wurde er 1981 Direktor für Studien am Royal Military College of Science in Shrivenham.

### Aufstieg zum General
Im Dezember 1982 wurde Jeremy Blacker abermals nach Deutschland versetzt, wo er nunmehr als Brigadegeneral (Brigadier) zwischen Dezember 1982 und November 1984 Kommandeur der zur Britische Rheinarmee BAOR (British Army of the Rhine) gehörenden 11. Panzerbrigade (11th Armoured Brigade) war. Danach fungierte er von April 1985 bis September 1987 als Erster Stabsoffizier beim Chef des Verteidigungsstabes (Principal Staff Officer to the Chief of the Defence Staff), Field Marshal Edwin Bramall beziehungsweise ab November 1985 von dessen Nachfolger, Admiral of the Fleet John Fieldhouse. Während dieser Zeit wurde er am 13. Juni 1987 zum Commander des Order of the British Empire (CBE) ernannt. Nach seiner Beförderung zum Generalmajor (Major-General) wurde er im Oktober 1987 Kommandant des Royal Military College of Science in Shrivenham und verblieb in dieser Funktion bis März 1989. Zugleich wurde er am 31. Oktober 1987 Nachfolger von General Richard Vincent im Ehrenamt als Colonel Commandant Corps of Royal Electrical and Mechanical Engineers. Zugleich wurde übernahm er am 1. Juni 1988 von Generalmajor Richard Martyn Jerram den Ehrenposten als Colonel Commandant of the Royal Tank Regiment.
Im April 1989 kehrte Generalmajor Blacker ins Verteidigungsministerium zurück und war dort bis September 1991 Assistierender Chef des Verteidigungsstabes für operative Anforderungen der Landstreitkräfte (Assistant Chief of the Defence Staff (Operational Requirements, Land)). Zuletzt wurde er im Oktober 1991 als Generalleutnant (Lieutenant-General) Nachfolger von General John Stibbon als Master-General of the Ordnance. Er war damit für Artillerie, Ingenieurtruppen, Festungsanlagen, militärischen Bedarf, Transportwesen und Feldkrankenhäuser zuständig und verblieb auf diesem Posten bis zu seinem Eintritt in den Ruhestand im April 1995, worauf Generalleutnant Robert Hayman-Joyce sein Nachfolger wurde. Am 31. Dezember 1991 wurde er zum Knight Commander des Order of the Bath (KCB) geschlagen, so dass er fortan den Namenszusatz „Sir“ führte. Im April 1995 trat er als General in den Ruhestand und fungierte zwischen 1993 und 1995 zudem als Colonel-Commandant of the Royal Armoured Corps sowie von 1997 bis 2004 als Ehrenoberst (Honorary Colonel) der Royal Yeomanry und Westminster Dragoons.
Aus seiner 1973 geschlossenen Ehe mit Julia Mary Trew gingen zwei Töchter hervor.